# Мак Свейн
Мак Свейн (англ. Mack Swain; 16 лютого 1876, Солт-Лейк-Сіті — 25 серпня 1935, Такома) — американський актор кіно і водевілів.

## Біографія
Народився Мороні Свейн у сім'ї Роберта Генрі Свейна і Мері Інгеборг Йенсен в Солт-Лейк-Сіті, штат Юта. Виступав у водевілях, перш ніж почати зніматися в німих фільмах кінокомпанії Keystone Studios, якою керував Мак Сеннет. На цій кіностудії в парі з актором Честером Конкліном він знявся в ряді комедійних фільмів. З Свейном в ролі Емброуза і Конкліном в ролі великого вусатого Моржа, вийшли кілька фільмів, включаючи «The Battle of Ambrose and Walrus» і «Love, Speed and Thrills» в 1915 році. Крім цих комедій ця пара з'явилися в ряді інших фільмів, в двадцяти шести разом, а також окремо у фільмах Мейбл Норманд, Роско Арбакла і Чарлі Чапліна. Пізніше виконував роль Емброуза також у фільмах кінокомпанії L-KO Kompany, в яку перейшов.
Свейн працював з Чарлі Чапліном в Keystone і продовжив співпрацю з ним в First National Pictures в 1921 році, з'явившись у фільмах «Святковий клас», «День получки» і «Пілігрим». Він також запам'ятався роллю Великого Джима у фільмі кінокомпанії United Artists 1925 «Золота лихоманка», з Чарлі Чапліном у головній ролі.
Свейн помер у Такоме, штат Вашингтон в 1935 році. За великий внесок у кіноіндустрії, він отримав зірку на Голлівудській алеї слави, 1500 Вайн-стріт.

## Фільмографія
- 1913 — Фатті вступає в поліцію / Fatty Joins the Force
- 1914 — Надійний Ромео / A Robust Romeo
- 1914 — Вино Фатті / Fatty's Wine Party — власник ресторану
- 1914 — Захоплений в кабаре / Caught in a Cabaret
- 1914 — Перерваний роман Тіллі / Tillie's Punctured Romance — Джон Бенкс, батько Тіллі
- 1914 — Його музична кар'єра / His Musical Career — вантажник
- 1914 — Його доісторичне минуле / His Prehistoric Past — вождь Соломон
- 1914 — Його місце для побачень / His Trysting Place — Емброуз
- 1914 — Діловий день / A Busy Day — чоловік
- 1914 — Знайомство, що відбулося / Getting Acquainted — Емброуз
- 1914 — Сімейне життя Мейбл / Mabel's Married Life — Велінгтон
- 1914 — Мейбл за кермом / Mabel at the Wheel — глядач на перегонах
- 1914 — Нахабний джентльмен / Mabel at the Wheel — Емброуз
- 1914 — Нокаут / The Knockout — гравець
- 1914 — Сміхотворний газ / Laughing Gas — пацієнт
- 1914 — Фатальний молоток / The Fatal Mallet — інший залицяльник
- 1914 — Ці щасливі дні / Those Happy Days
- 1915 — Нова роль Фатті / Fatty's New Role — Амброзій Шнітц
- 1921 — Святковий клас/ The Idle Class — батько
- 1922 — День отримання зарплати / Pay Day — виконроб
- 1923 — Пілігрим / The Pilgrim — диякон
- 1925 — Золота лихоманка / The Gold Rush — Великий Джим МакКей
- 1926 — Потік / Torrent — Дон Матьяс
- 1927 — Улюблений шахрай / The Beloved Rogue — Ніколас
- 1929 — Закриті двері / The Locked Door — власник готелю